# Brendan Rodgers
Brendan Rodgers (* 26. ledna 1973 Carnlough) je severoirský profesionální fotbalový trenér, který trénuje skotský klub Celtic FC, a bývalý fotbalista.

## Hráčská kariéra
Svou kariéru fotbalisty započal jako obránce v Ballymena United FC, než si ho všiml tým Readingu a ve věku 18 let s ním podepsal smlouvu, jenže zranění kolena ho donutila již ve věku 20 let ukončit kariéru aktivního hráče.

## Trenérská kariéra
Jeho trenérská kariéra začala v klubu Watford FC. Poté prošel kluby Reading FC, Swansea City AFC, kde se prezentoval velmi ofenzivním fotbalem a i díky tomuto počinu se stal oblíbencem fanoušků Swansea.

### Liverpool
V roce 2012 si ho všiml klub Liverpool FC, který hledal nového trenéra. Severoirský kouč u týmu nahradil Kennyho Dalglishe. Rodgers dostal Liverpool ve své první sezóně zpět do TOP 4 a v sezoně 2013/14 dovedl Liverpool ke druhému místu v Premier League. V květnu 2014 podepsal Rodgers s klubem novou dlouhodobou smlouvu.
Dne 4. října 2015 u týmu po nepřesvědčivém vstupu do sezóny 2015/16 skončil. Na Anfield Road působil tři roky.

### Celtic
20. května 2016 se stal trenérem skotského klubu Celtic Glasgow. Při svém soutěžním debutu na lavičce Celtiku 13. července 2016 v úvodním zápase 2. předkola Evropské ligy 2016/17 musel přijmout porážku 0:1 s gibraltarským týmem Lincoln Red Imps FC.
V Celticu Rodgers působil do roku 2019 a získal s klubem sedm cenných trofejí - dva ligové tituly, tři Skotské poháry a tři Ligové poháry. Dvakrát se také s Celticem probojoval do základní skupiny Ligy mistrů.

### Leicester City
Dne 26. února 2019 se Rodgers vrátil do Premier League, když se přesunul do Leicesteru City, kde nahradil Clauda Puela a podepsal kontrakt do roku 2022.
Rodgersův první zápas na lavičce Foxes se odehrál 3. března 2019 venku proti Watfordu. Při Rodgersově domácím debutu vyhrál Leicester 3:1 nad o záchranu bojujícím Fulhamem. Útočník Jamie Vardy vstřelil v zápase svůj 100. gól za klub.
Dne 6. prosince 2019 podepsal Rodgers prodloužení smlouvy až do roku 2025. Ve své první kompletní sezóně dovedl Rodgers Leicester k pátému místu a tím i k postupu do skupinové fáze Evropské ligy UEFA.
Sezonu 2020/21 zahájil Leicester překavpivým vítězstvím na hřišti Manchesteru City, kde svěřenci Brendana Rodgerse zvítězili 5:2. Rodgers se tak stal prvním manažerem, jehož tým vstřelil 5 gólů týmu, který vedl Pep Guardiola. V Evropě se Leicesteru podařilo vyhrát skupinu Evropské ligy s Bragou, AEK Atény a Zorjou Luhansk a postoupit do šestnáctifinále, kde ale po venkovní remíze 0:0 a domácí prohře 0:2 vyřadila Leicester pražská Slavia.
Dne 15. května 2021 dovedl Leicester City k historicky prvnímu titulu v FA Cupu, když ve finále Leciester vyhrál 1:0 nad Chelsea. Na konci sezony se v lize odehrál vyrovnaný souboj mezi Leicesterem, Chelsea a Liverpoolem o zbývající místa zaručující postup do Ligy mistrů. Přestože se Leicester po většinu sezóny nacházel na třetím místě, po prohře 1:2 s Chelsea v předposledním kole se Leicester propadl až na páté místo, přičemž Leicester a Liverpool měly shodně bodů a Chelsea se s jednobodovým náskokem dostala na třetí místo. Přestože prohra Chelsea 1:2 s Aston Villou v posledním kole dala Leicesteru šanci na koneční čtvrté místo, Leicester toho však využít nedokázal, podlehl totiž Tottenhamu Hotspur. Leicester tak opět skončil na pátém místě a kvalifikoval se do Evropské ligy.
V Evropské lize skončil Leicester City na třetím místě ve skupině a kvalifikoval se tak do Evropské konferenční ligy. Ve třetí nejvyšší evropské soutěži se Leicesteru podařilo probojovat až do semifinále, kde však podlehli italskému AS Řím, který vedl José Mourinho.
Leicester zahájil sezónu 2022/23 sedmi porážkami z úvodních deseti zápasů Premier League a propadl se až na samé dno tabulky. Rodgers Lišky opustil po vzájemné dohodě 2. dubna 2023 po porážce 2:1 s Crystal Palace.

### Celtic (návrat)
Dne 19. června 2023 se Rodgers vrátil do Celticu a dohodl se na tříleté smlouvě, když nahradil odcházejícího manažera Angeho Postecogloua.